# イラクリ・ガリバシヴィリ
イラクリ・ガリバシヴィリ（グルジア語: ირაკლი ღარიბაშვილი、グルジア語ラテン翻字: Irakli Garibashvili、1982年6月28日 – ）は、ジョージアの政治家。同国首相歴任。2013年から2015年にも首相を務めた。ガリバシヴィリは2013年に31歳で首相に就任したが、このとき彼は金正恩に次いで世界で2番目に若い国家指導者であった。

## 生い立ち
1988年から1999年までデドプリスツカロの中等学校に在籍。1999年から2005年までトビリシ国立大学で国際関係論を研究し、修士号を取得。また2002年から2004年までパリ第1大学に留学。ガリバシヴィリは2004年から実業家ビジナ・イヴァニシヴィリとともに事業を開始。イヴァニシヴィリが所有するカルトゥ・グループの建設会社ブルジの物流部門に携わり、2005年に慈善財団カルトゥで総裁に就任。2007年にカルトゥ銀行監査役会理事。2009年、ビジナ・イヴァニシヴィリの息子ベラ・イヴァニシヴィリが設立したレコードレーベル「ジョージアの夢」で取締役に就任。

## 初期の政治経歴
2012年2月にビジナ・イヴァニシヴィリが政党ジョージアの夢＝民主ジョージアを立ち上げた際、ガリバシヴィリもジョージアの政治に関与するようになった。ガリバシヴィリは結党メンバーの中の一人であり、当初は党の改正委員長を務めた。ガリバシヴィリは2012年の総選挙で候補者の党名簿に登録された。野党連合ジョージアの夢が総選挙で勝利すると、ガリバシヴィリは2012年の国会においてジョージアの夢＝民主ジョージアの党派代表となった。

## 内務大臣
2012年の総選挙でジョージアの夢が勝利した後の10月25日、ガリバシヴィリはイヴァニシヴィリ政権で内務大臣に任命された。このときガリバシヴィリは30歳であり、政権内で最年少であった。ジョージアのメディアは「イヴァニシヴィリの右腕」と言及した。ジョージア警察、治安情報局、国境警備隊、海軍を監督する機関である内務省を改革することは、ジョージアの夢が選挙前に掲げていた公約であった。
内務省は2012年から2013年にかけて、前大臣バチャナ・アハライアやイヴァネ・メラビシヴィリら複数の高官を逮捕した。これは選択的司法や政治的復讐への懸念につながり、国内野党や国際メディアからの批判を引き出した。内務省もまた、選挙後の犯罪率上昇に直面することになった。ガリバシヴィリは、逮捕に関して法律と司法に厳格に従っていると擁護し、軽微な犯罪の割合は増加したものの警戒はしていないと主張した。

## 首相（第1期）
2013年10月、ビジナ・イヴァニシヴィリ首相は大統領選挙後に辞任する意思を表明し、2013年11月2日に後継者としてガリバシヴィリを指名した。ガリバシヴィリとその内閣は2013年11月20日にジョージア議会において93-19で承認を受けた。憲法改正によっていくつかの権限が大統領から首相・議会に移譲されたことで、ガリバシヴィリは政治的に強力な地位に就いた。ガリバシヴィリは野党統一国民運動との議会討論において経済の改善を公約し、EUやNATOへの加盟が外交上の優先事項であると強調した。2013年11月24日、ガリバシヴィリはイヴァニシヴィリの後任として、ジョージアの夢＝民主ジョージアの党首に選出された。
2015年12月23日、ガリバシヴィリは辞任を発表。この突然の動きに関して理由は示されなかったが、11月の世論調査ではジョージアの夢の支持率が18パーセントと低く、さらに2016年の総選挙を控えていたことが要因に挙げられると報道された。野党議員や政治評論家、各種メディアはこの辞任について、連立与党ジョージアの夢に対する支持率の低下、前首相ビジナ・イヴァニシヴィリからの圧力、あるいはギオルギ・マルグヴェラシヴィリ大統領との緊張関係が理由の可能性にあると推測した。ガリバシヴィリは外務大臣ギオルギ・クヴィリカシヴィリに権限を委譲し、12月30日に辞任した。

### 政権での取り組み
任期中、ジョージアの新憲法の規定に従い、安全保障危機管理評議会を設立。またアメリカ、イギリス、イスラエルとの技術援助を受けて、危機管理統一調整センターの設置を行った。加えて国の経済政策を調整するため、経済評議会を設立した。

### 人権活動
ジョージア政府は欧州連合を直接的に支持し、人権に関する戦略と行動計画の策定を開始した。ガリバシヴィリ首相は2013年12月4日の人権会議において、ジョージア政府の活動に関する声明を発表した。ジョージア政府の人権戦略は7年間に及ぶものであり、政治サイクルに左右されないものと述べた。

### 外交政策
ガリバシヴィリはアルメニア、アゼルバイジャン、トルコ、複数のヨーロッパ諸国、アメリカ、イスラエル、中国を訪問し、いくつかの国際首脳会談や会合に参加した。ロシアとの関係の改善は図られたが、相互の公式訪問はなかった。欧州連合との関係は優先事項であり、ヴィリニュス首脳会談を皮切りに、2014年6月27日のEU＝ジョージア連合協定の締結に至った。この連合協定は2017年からの適用開始となり、ジョージアと欧州連合の間での深化した包括的自由貿易協定や、ジョージアからシェンゲン圏へ旅行する際の査証免除が合意された。

## 首相（第2期）

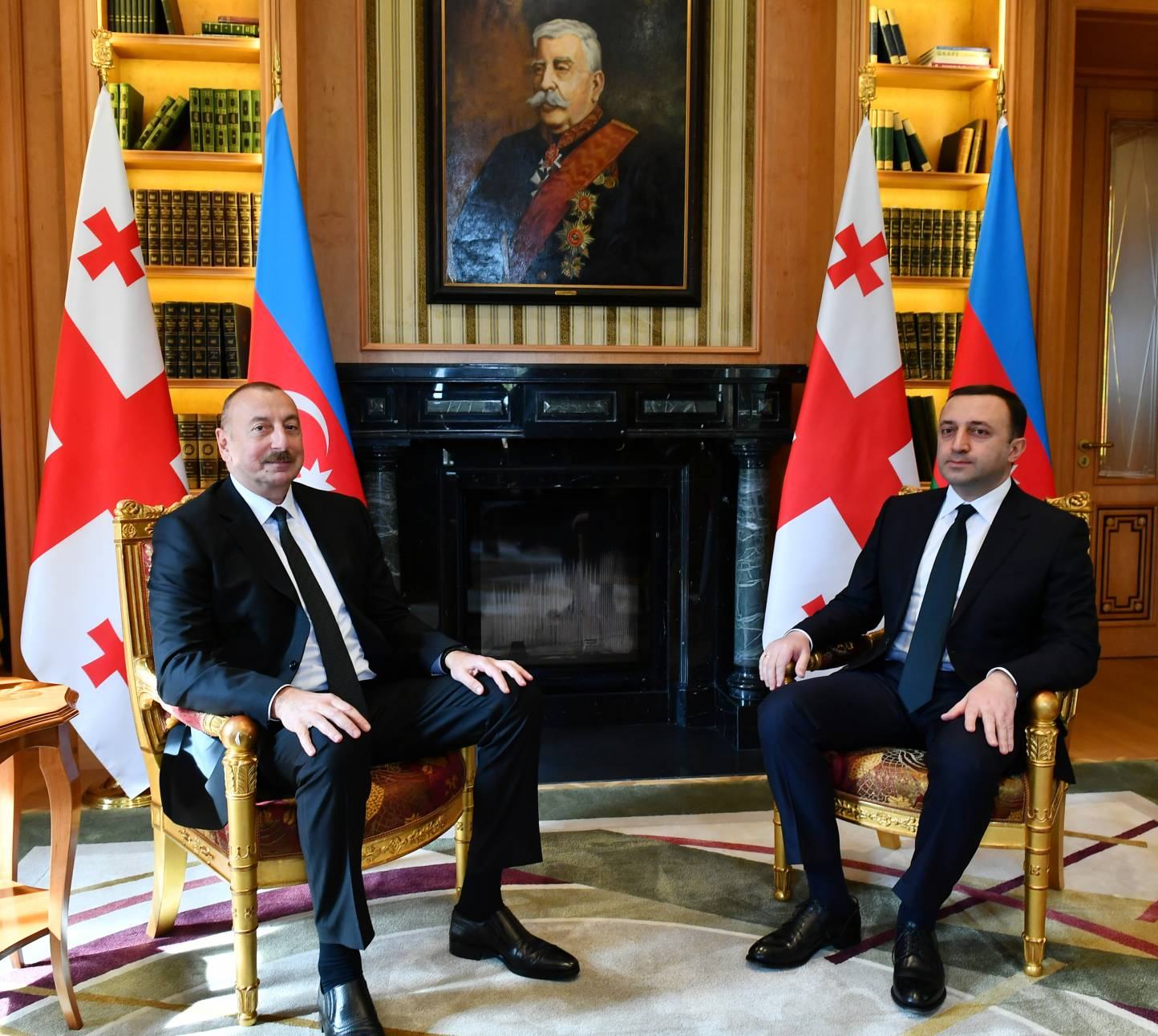
アゼルバイジャンのイルハム・アリエフ大統領（左）との会談。2022年10月撮影。

2019年に実施された政府に対する抗議デモの中で統一国民運動のニカ・メリア議長が大規模な暴力を扇動したとして、2021年2月、首都トビリシの裁判所はメリアの逮捕を命じた。ギオルギ・ガハリアがこの決定を批判して首相を辞任したことを受け、ガリバシヴィリが後任の首相に指名された。2月22日に首相に就任、返り咲きとなった。
2022年2月24日よりロシアより軍事侵攻を受けたウクライナは2月28日に欧州連合(EU)への加盟を申請し、国土の一部を親ロシア派に占領され、統治が及ばなくなっているモルドバとジョージアも加盟申請を行ったが、6月23日のEU首脳会議ではウクライナとモルドバは加盟候補国として承認された一方、ジョージアは承認されなかった。このため、ジョージア国内では政府に対する不満が表面化し、ガリバシヴィリはジョージアだけが加盟候補国になれなかったのはウクライナ政府高官がアメリカに働きかけた結果だと主張したが、国民の不満の矛先はガリバシヴィリに向けられ、6月24日にはトビリシにてガリバシヴィリに首相を辞任するよう要求するデモが発生した。
2024年1月29日、同年秋に想定されている秋の総選挙への準備のため与党・グルジアの夢＝民主グルジア党首就任の申し入れを受け入れ辞任し、現在のイラクリ・コバヒゼ党首とポストを交換すると表明。

## 私生活
ガリバシヴィリはヌヌカ・タマザシヴィリ（ნუნუკა თამაზაშვილი、1983年–）と結婚し、以下の3男1女をもうけた。
- ニコロス（ნიკოლოზი、2005–）
- アンドリア（ანდრია、2010–）
- ガブリエル（გაბრიელი、2015–）
- ニノ（ნინო、2016–）

義父のタマズ・タマザシヴィリ（თამაზ თამაზაშვილი）は警視総監を務め、2011年10月に武器・爆発物を違法に運搬・所持した罪で逮捕を受けた。タマザシヴィリは当時の野党ジョージアの夢の一員であり、逮捕は政治的動機に基づいていると主張した。ジョージアの夢が2012年10月に政権与党となった後、タマザシヴィリは釈放された。